# UPS (transportföretag)
United Parcel Service, Inc. (UPS) är världens största paketdistributionsföretag som varje vardag levererar över 13 miljoner paket till över 200 länder över hela världen.
UPS är välkänt för sina bruna paketbilar och helbruna uniformer. Den bruna färg man använder kallas pullmanbrun efter de bruna sovvagnar, konstruerade av George Pullman, som använde samma färg. UPS valde denna färg för att man ville ha en färg som associerade till pålitlighet, och det tyckte man dessa vagnar gjorde.
De största konkurrenterna är amerikanska posten, Fedex, TNT och DHL.

## Historia
Företaget etablerade sig i Europa för första gången 1976 när de grundade en inhemsk verksamhet i dåvarande Västtyskland. På 1980-talet började UPS utvidga sin verksamhet över hela Europa, när man såg de möjligheter den gemensamma marknaden innebar.

### Viktiga årtal
- 1907: American Messenger Company grundas den 28 augusti av James E. Casey i Seattle, Washington. Företaget ägnar sig åt att leverera mindre paket i Seattleområdet.
- 1913: Går samman med Evert McCabe och döps om till Merchant Parcel Delivery.
- 1919: Byter namn till United Parcel Service och expanderar till Oakland, Kalifornien.
- 1961: Den välkända logotypen, designad av Paul Rand, introduceras.
- 1975: UPS levererar paket till alla 48 delstater i USA. Man börjar även leverera paket utanför landet, i Kanada.
- 1976: Man inleder verksamhet i Europa, då man startar ett bolag som arbetar med inrikes pakettransporter i Tyskland.
- 1991: UPS startar egna bolag i de nordiska länderna.
- 1997: Den 4 augusti gick 185 000 av UPS timanställda arbetare i USA ut i strejk sedan förhandlingarna mellan företaget och fackförbundet Teamsters havererat. Strejken varade under flera veckor och UPS förlorade ett stort antal kunder till sina konkurrenter. Det gick så långt att president Clinton vädjade till parterna att komma överens. Strejken ledde till att företaget sa upp flera tusen av sina anställda i främst USA.
- 1999: UPS introduceras på New York-börsen och ändras från att ha varit ett helt privatägt företag till att ägas av allmänheten. Det var vid denna tidpunkt den största börsintroduktionen någonsin i USA:s historia.
- 2001: UPS köper Mail Boxes Etc., ett företag med butiker över hela världen som sysslar med att hjälpa sina kunder att skicka och ta emot paket. Man tillhandahåller även postboxar. UPS köpte även speditionsföretaget Fritz Companies vid ungefär samma tidpunkt.
- 2003: Den 25 mars lanserade UPS en ny logotyp, för första gången på 42 år, och en ny slogan: Syncronizing the World of Commerce (ung. Synkroniserar affärsvärlden). Detta innebär att man måste märka om alla sina 66 000 fordon.

## Ledare

### UPS-chefer
- James E. Casey, 1907–1962
- George D. Smith, 1962–1972
- Paul Oberkotter, 1972–1973
- Harold Oberkotter, 1973–1980
- George Lamb, 1980–1984
- John W. Rogers, 1984–1990
- Kent C. Nelson, 1990–1997
- James P. Kelly, 1997–2001
- Michael L. Eskew, 2002–2008
- Scott Davis, 2008–2014
- David Abney, 2014–

## Bilder

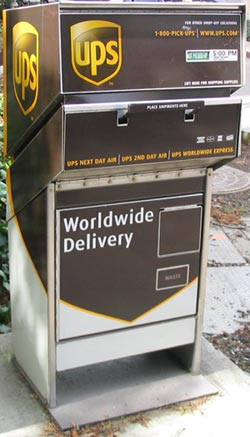
UPS dropbox.
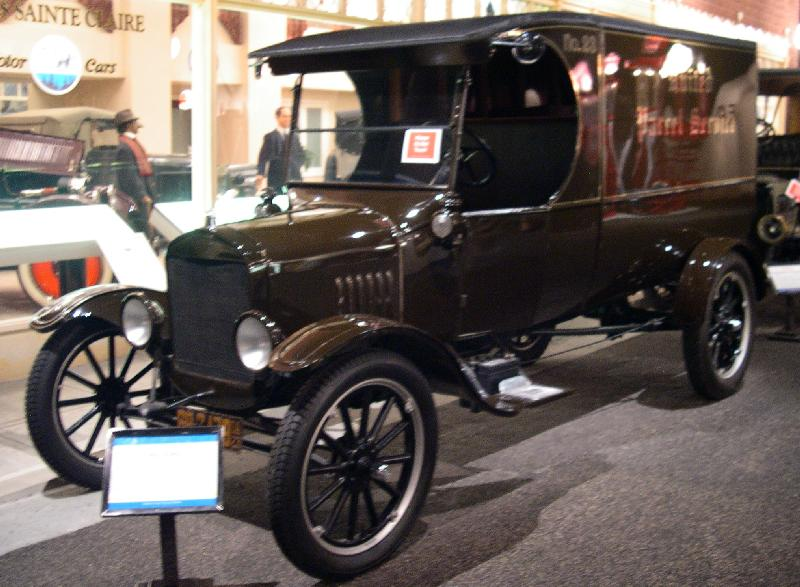
En av UPS' tidiga paketbilar, en Ford Model T från 1923.
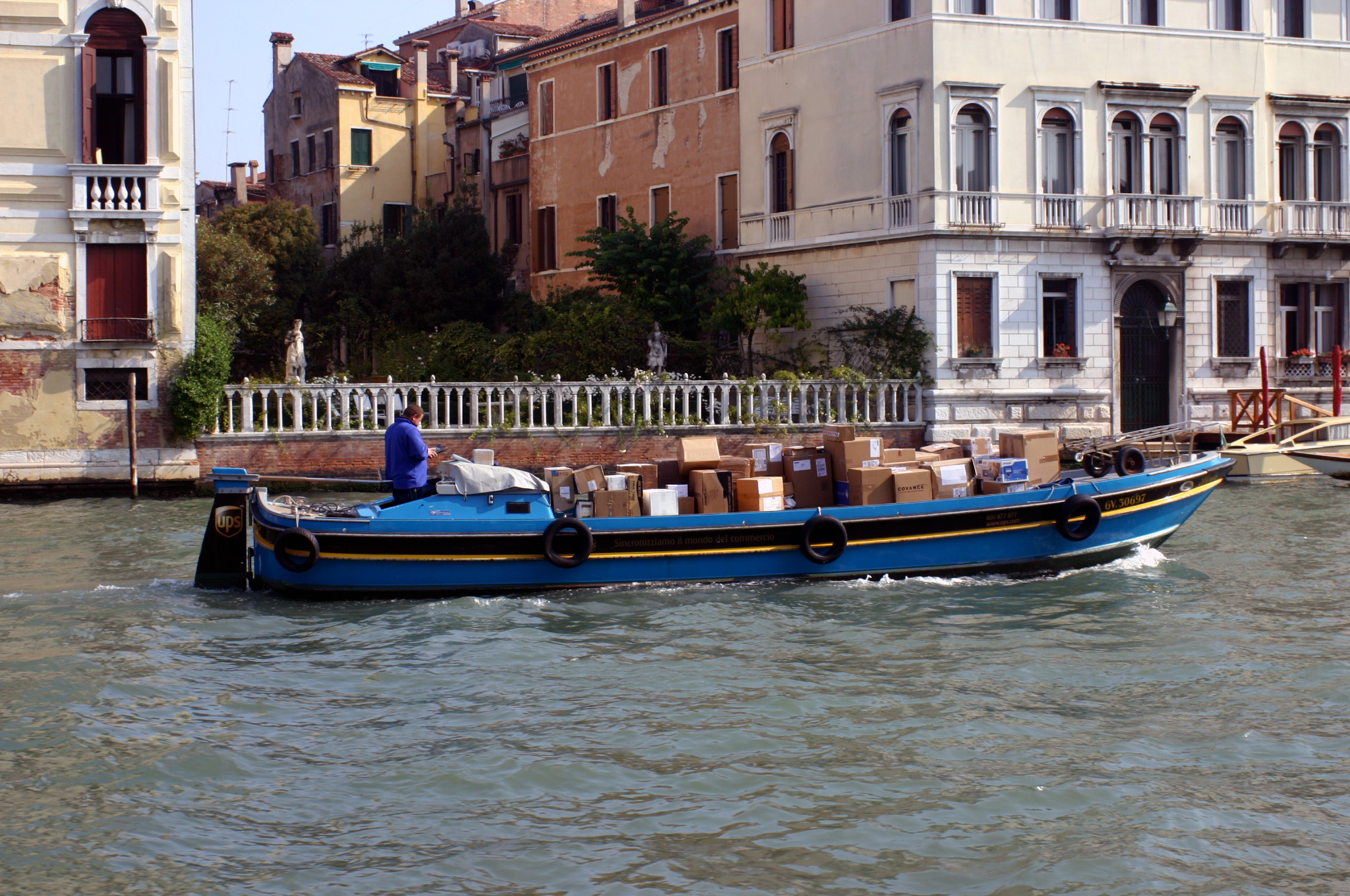
UPS Venezia Canal Grand.
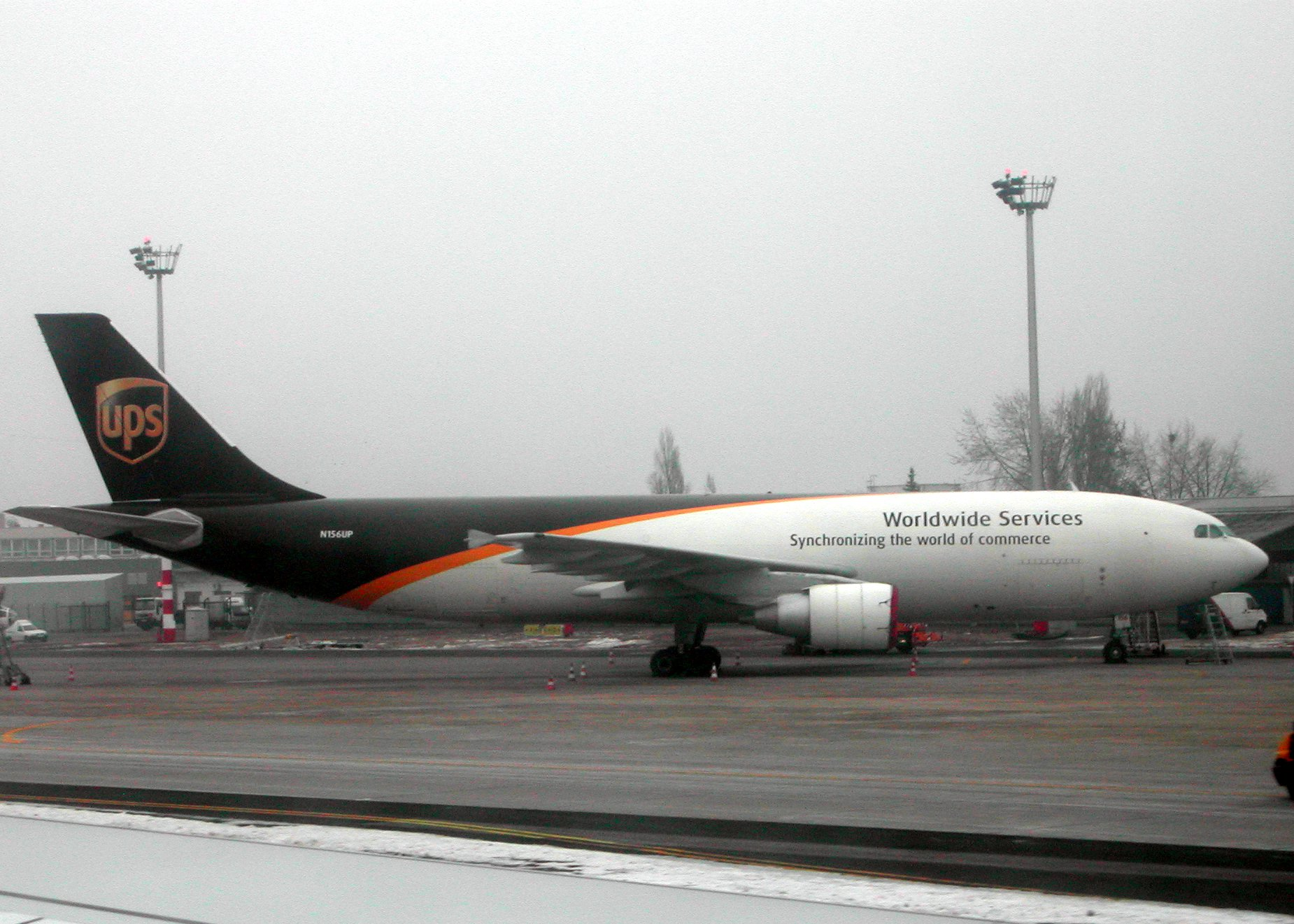
Flygplan tillhörande UPS.